# 近親相愛
『近親相愛』（きんしんそうあい）とは五島勉が1972年に海潮社より発行した、近親相姦を扱った本の名称である。現在は近親者同士の相愛（性的愛情）を指す俗語としても知られる。両親を交通事故で失い、寂しさのあまり高校2年生の兄に対して抱きついたりキスをしたりしている13歳の中学生の妹の「私は何か悪いことをしているのでしょうか」という訴えなどが載せられている。またこの文献では、現実に妹を持たないのに可憐な妹と相思相愛になる幻想を持つ男性、現実にいない兄を夫に求め幻の兄に犯される空想を持つ主婦などの例も扱われている。　
本書では近親相姦の発生率調査も行われている。女性週刊誌の協力の下で女性1229人から回答を得たこの調査では、4.7%が近親相姦を行ったかギリギリまで進んだという推定報告がされた。この調査では近親相姦についてのみ問うのを避け、他の質問を挟み込んだり、可能な限り電話や面接で話を聞いた。古い調査として、2001年の原田武著の『インセスト幻想—人類最後のタブー』などでこの調査報告は参考にされた。
だが、その翌年五島は『ノストラダムスの大予言』（祥伝社）を執筆しており、予言やオカルトに関する著者として活躍し、近親相姦や性的な話題から離れた。